# Nyträsket (Arvidsjaurs socken, Lappland, 724121-167912)
Nyträsket är en sjö i Arvidsjaurs kommun och Skellefteå kommun i Lappland och ingår i Skellefteälvens huvudavrinningsområde. Sjön har en area på 0,127 kvadratkilometer och ligger 332 meter över havet.

## Delavrinningsområde
Nyträsket ingår i det delavrinningsområde (723768-168059) som SMHI kallar för Mynnar i Skidträskån. Medelhöjden är 329 meter över havet och ytan är 15,14 kvadratkilometer. Det finns inga avrinningsområden uppströms utan avrinningsområdet är högsta punkten. Stormyrbäcken som avvattnar avrinningsområdet har biflödesordning 4, vilket innebär att vattnet flödar genom totalt 4 vattendrag innan det når havet efter 114 kilometer. Avrinningsområdet består mestadels av skog (57 procent) och sankmarker (39 procent). Avrinningsområdet har 0,13 kvadratkilometer vattenytor vilket ger det en sjöprocent på 0,8 procent.